# Cristóvão Alão de Morais

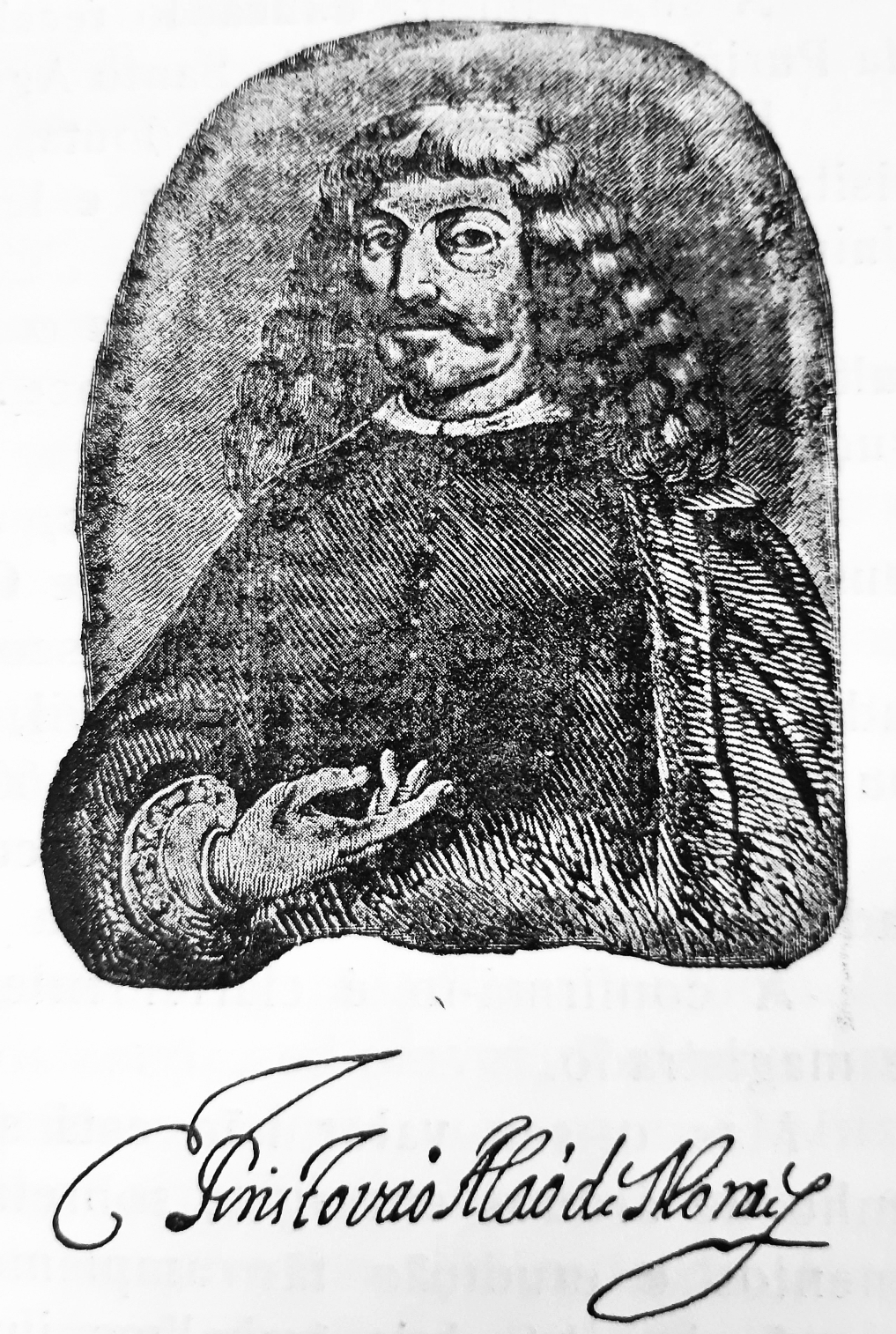
Retrato de época

Cristóvão Alão de Morais, (São João da Madeira, 13 de mayo de 1632 — Oporto, 19 de mayo de 1693) fue uno de los más importantes genealogistas portugueses, así como escritor y jurisconsulto. Hijo del capitão-de-mar-e-guerra Baltasar Alão de Morais. Aprendió latín y francés con su tío António da Purificação. Estudió matemáticas, filosofía y leyes en la Universidad de Coímbra. Ocupó diversos cargos en la magistratura de la ciudad de Torres Vedras. Escribió diversas obras, entre las que destaca la Pedatura Lusitana, en 6 tomos, una obra de referencia en la genealogía portuguesa.